# Zibbe
Als Zibbe werden die weiblichen Tiere der Familie der Hasen und Kaninchen wie auch der Ziegen und Schafe bezeichnet. Für Hasen und Kaninchen ist Rammler die männliche Bezeichnung.
Die jungen weiblichen Schafe werden daher zum Teil auch als Zibbenlämmer bezeichnet. Grimms Deutsches Wörterbuch führt den Begriff als „Hündin, häufiger weibliches Jungtier oder Weibchen kleinerer Haus- und Feldtiere“ auf und meint, es sei eine „dem nd. teve, tiffe“, entsprechende Wortform und bedeute übertragen auch eine „geile, liederliche weibsperson“.